# Денклінген
Денклінген (нім. Denklingen) — громада в Німеччині, розташована в землі Баварія. Підпорядковується адміністративному округу Верхня Баварія. Входить до складу району Ландсберг.
Площа — 56,76 км2. Населення становить 2882 ос. (станом на 31 грудня 2020).